# Союз за новую республику
Союз за новую республику (фр. L'Union pour la nouvelle République, UNR) — голлистская политическая партия во Франции, созданная сторонниками генерала Шарля де Голля, который вернулся к власти после кризиса мая 1958 года.

## История
Союз за новую республику был основана 1 октября 1958 года на руинах голлистской партии Объединение французского народа (RPF). Хотя новая партия объединила в своих рядах членов нескольких преимущественно правых движений (CNRS, URF, CR, COSPAG, CIANAS, RA), она была прежде всего голлистской. Однако Шарль де Голль так и не предоставил партии прямой поддержки и отказался разрешить ей использовать его имя.
На пост президента новой партии претендовал французский антрополог и влиятельный политик Жак Сустель, давний соратник Де Голля и горячий сторонник «интеграции» Алжира, но у организации был только генеральный секретарь в лице Роже Фрея. Именно Сустель поддерживал политический союз UNR с другими защитниками Французского Алжира, такими как Жорж Бидо (от правого крыла MRP), Роже Дюше (от CNIP) и Андре Морис (CR), но 16 октября 1958 года ЦК UNR и сам де Голль осудили эту позицию. Наконец, отбор кандидатов на выборы в законодательные органы 1958 года от новой партии был сделан на основе критериев лояльности де Голлю, а не убеждений в необходимости сохранении Алжира. Фактически, при отборе кандидатов предпочтение было отдано Роже Фрею, а не Жаку Сустелю и близкому к нему Леону Дельбеку.
На первых в своей истории парламентских выборах в ноябре 1958 года UNR выиграла 189 мест из 576 в Национальном собрании, что позволило ей образовать крупнейшую парламентскую группу. Вместе с союзниками из правых партий и из числа разных правых голлисты получили 402 места, что позволило им сформировать уверенное президентское большинство.
Вопрос о независимости Алжира, остро ставший после выборов, вызвал серьёзные разногласия внутри партии между непримиримыми сторонниками Французского Алжира во главе с Жаком Сустелем и де Голлем, который постепенно склонялся к необходимости деколонизации. Внутрипартийный конфликт завершился в 1960 году исключением около тридцати членов, в том числе и Сустеля.
В 1962 году UNR объединилась с левыми голлистами из Демократического союза труда (Union démocratique du travail, UDT), сформировав партию UNR—UDT. На выборах того же года объединённая голлистская партия набрала 32 % голосов в первом туре и 40 % во втором, завоевав 229 места из 482, что было лишь немного меньше абсолютного большинства. Президентское большинство позволили сформировать 18 независимых республиканцев и 20 правых.
После переизбрания Де Голля президентом Республики на выборах 1965 года на парламентских выборах 1967 года кандидаты UNR баллотировались под названием Союз демократов за Пятую республику (Union des démocrates pour la Ve République, UD—Ve), сформировав коалицию Союз прогрессивных республиканцев (Union des républicains de progrès) вместе с правоцентристами из Национальной федерации независимых республиканцев Валери Жискар д'Эстена. Получив 244 места из 487 (необходимое большинство) и заручившись поддержкой 15 правых депутатов, голлисты вновь сформировали президентское большинство.
После выборов по инициативе Жоржа Помпиду партия голлистов была модернизирована. Особое внимание уделялось молодёжи:, связанное с УНР, в июне 1965 года было сформировано молодёжное движение, названное Молодёжный союз за прогресс (Union des jeunes pour le progrès, UJP), миссия которого первоначально заключалась в объединении молодёжи вокруг политики социальной модернизации, проводимой Де Голлем.
24 ноября 1967 года была учреждена новая партия, названная Союз демократов за Пятую республику, а 26 ноября UNR был официально распущен. В досрочных парламентских выборах 1968 года голлистская партия приняла участие как Союз защиты Республики (Union pour la défense de la République, UDR), а в 1971 году была переименована в Союз демократов в поддержку республики.
До 1967 года UNR фактически был всего партией без автономной политической линии: её руководящие органы состояли из министров и парламентских деятелей. В Национальном собрании депутаты Союза ограничивались голосованием по правительственным законопроектам, за что их прозвали «годийо» (godillot). По сути, UNR действовала только во время предвыборных кампания.
Штаб-квартира UNR, как и её преемников, UDR и RPR, находилась на улице Лилль, 123 (VII округ Парижа). Официальным органом партии был журнал La Lettre de la nation, созданный в 1962 году и закрытый в 1997 году.

## Генеральные секретари
- 1958—1959 — Роже Фрей
- 1959 — Альбен Шаландон
- 1959—1961 — Жак Ришар[фр.]
- 1961—1962 — Роже Дюссо[фр.]
- 1962 — Луи Теренуар[фр.]
- 1962—1967 — Жак Бомель[фр.]

## Результаты выборов

### Президентские выборы
| Год  | Кандидат       | 1-й тур    | 1-й тур | 2-й тур    | 2-й тур | Итог   |
| Год  | Кандидат       | Голоса     | %       | Голоса     | %       | Итог   |
| ---- | -------------- | ---------- | ------- | ---------- | ------- | ------ |
| 1958 | Шарль де Голль | 62 394     | 78,51   | —          | —       | Победа |
| 1965 | Шарль де Голль | 10 828 521 | 44,65   | 13 083 699 | 55,20   | Победа |

### Парламентские выборы
| Год  | Лидер          | 1-й тур   | 1-й тур | 2-й тур   | 2-й тур | Мандаты    | +/− | Место |
| Год  | Лидер          | Голоса    | %       | Голоса    | %       | Мандаты    | +/− | Место |
| ---- | -------------- | --------- | ------- | --------- | ------- | ---------- | --- | ----- |
| 1958 | Шарль де Голль | 3 603 958 | 17,6    | 4 769 052 | 26,4    | 189 из 576 | —   | 1-е   |
| 1962 | Жорж Помпиду   | 5 855 744 | 31,9    | 6 169 890 | 40,5    | 229 из 482 | ▲40 | 1-е   |
| 1967 | Жорж Помпиду   | 8 453 512 | 37,8    | 7 972 908 | 42,6    | 244 из 487 | ▲15 | 1-е   |

### Выборы в Сенат
В период Пятой республики 39 сенаторов входили в сенатскую групп UNR, 11 из них были мусульманами или имели мусульманское происхождение.
- Первые выборы в Сенат (1959) — 37 мест; 12,0 %
- Вторые выборы в Сенат (1962) — 32 места; 11,7 %
- Третьи выборы в Сенат (1965) — 30 мест; 10,9 %

Морис Байру был лидером группы UNR в Сенате с октября 1962 года по октябрь 1965 года.